# Ignacy Pietrzycki
Ignacy Antoni Pietrzycki (ur. 25 września 1885 w Wadowicach, zm. 27 lipca 1964 we Wrocławiu) – polski lekarz stomatolog, specjalista z zakresu etiologii i patogenezy próchnicy oraz parodontologii, pracownik naukowy Uniwersytetu Jana Kazimierza we Lwowie, a następnie Akademii Medycznej we Wrocławiu.

## Życiorys
Po ukończeniu gimnazjum w Bochni podjął studia medyczne na Wydziale Lekarskim Uniwersytetu Jagiellońskiego w Krakowie. W 1910 uzyskał dyplom doktora wszech nauk lekarskich. Jego opiekunem naukowym był prof. Napoleon Nikodem Cybulski. Pracował kolejno jako asystent prof. Tadeusza Browicza w Zakładzie Anatomii Patologicznej UJ i sekundariusz w Szpitalu Powszechnym we Lwowie u prof. Witolda Ziembickiego. W trakcie I wojny światowej był lekarzem wojskowym w Dywizyjnym Zakładzie Sanitarnym N-12 armii austro-węgierskiej, a następnie do 1922 w Wojsku Polskim. W latach 1922–32 lekarz powiatowy w Tłumaczu. W latach 1932–36 odbył specjalizację w stomatologii u prof. Antoniego Cieszyńskiego na UJK we Lwowie, gdzie pracował następnie do wybuchu wojny jako asystent.
W grudniu 1945 repatriowany do Wrocławia, gdzie podjął pracę jako starszy asystent Kliniki Stomatologicznej Uniwersytetu i Politechniki we Wrocławiu. Od 1947 organizator i kierownik Zakładu i Katedry Dentystyki Zachowawczej Uniwersytetu i Politechniki we Wrocławiu. W 1948 został zastępcą profesora, w 1955 – docentem,  zaś w 1958  – profesorem nadzwyczajnym Akademii Medycznej we Wrocławiu. Był dyrektorem Oddziału Stomatologii Wydziału Lekarskiego w latach 1960–1962.
Wypromował 7 doktorów, m.in. Stanisława Potoczka. Publikował wiele prac z zakresu etiologii i patogenezy próchnicy oraz parodontologii. Autor podręcznika Zagadnienia z zakresu stomatologii zachowawczej. oraz monografii pt. Przyzębica. Przewodniczący Oddziału Dolnośląskiego PTS i jego członek honorowy. Był kontynuatorem lwowskiej szkoły naukowej prof. Antoniego Cieszyńskiego i twórcą pojęcia „przyzębica”.
Odznaczony m.in. Złotym Krzyżem Zasługi (1952), Medalem X-lecia PRL (1955), odznaką „Za wzorową pracę w służbie zdrowia”, naukową nagrodą im. Antoniego Cieszyńskiego.
Spoczywa na Cmentarzu Grabiszyńskim we Wrocławiu.